# San Francisco 49ers 1993
La stagione 1993 dei San Francisco 49ers è stata la 44ª della franchigia nella National Football League. Fu la prima stagione dal 1978 senza Joe Montana, passato ai Kansas City Chiefs, dopo essere stato sostituito definitivamente la stagione precedente da Steve Young come quarterback titolare.

## Partite

### Stagione regolare
| Turno | Data              | Avversario              | Risultato     | Pubblico |
| ----- | ----------------- | ----------------------- | ------------- | -------- |
| 1     | 05/09/1993        | at Pittsburgh Steelers  | V 24–13       | 57,502   |
| 2     | 13/09/1993 (Lun.) | at Cleveland Browns     | S 13–23       | 78,218   |
| 3     | 19/09/1993        | Atlanta Falcons         | V 37–30       | 63,032   |
| 4     | 26/09/1993        | at New Orleans Saints   | S 13–16       | 69,041   |
| 5     | 03/10/1993        | Minnesota Vikings       | V 38–19       | 63,071   |
| 6     |                   | Settimana di pausa      |               |          |
| 7     | 17/10/1993        | at Dallas Cowboys       | S 17–26       | 65,099   |
| 8     | 24/10/1993        | Phoenix Cardinals       | V 28–14       | 62,020   |
| 9     | 31/10/1993        | Los Angeles Rams        | V 40–17       | 63,417   |
| 10    |                   | Settimana di pausa      |               |          |
| 11    | 14/11/1993        | at Tampa Bay Buccaneers | V 45–21       | 43,835   |
| 12    | 22/11/1993 (Lun.) | New Orleans Saints      | V 42–7        | 66,500   |
| 13    | 28/11/1993        | at Los Angeles Rams     | V 35–10       | 62,143   |
| 14    | 05/12/1993        | Cincinnati Bengals      | V 21–8        | 60,039   |
| 15    | 11/12/1993 (Sat)  | at Atlanta Falcons      | S 24–27       | 64,688   |
| 16    | 19/12/1993        | at Detroit Lions        | V 55–17       | 77,052   |
| 17    | 25/12/1993 (Sab.) | Houston Oilers          | S 7–10        | 61,744   |
| 18    | 03/01/1994 (Lun.) | Philadelphia Eagles     | S 34–37 (DTS) | 61,653   |

### Playoff
| Turno            | Data       | Avversario          | Risultato |
| ---------------- | ---------- | ------------------- | --------- |
| Divisional       | 15/01/1994 | vs. New York Giants | V 44-3    |
| NFC Championship | 23/01/1994 | vs. Dallas Cowboys  | S 38-21   |

## Premi
- Jerry Rice:

giocatore offensivo dell'anno
- Dana Stubblefield:

rookie difensivo dell'anno